# 魏安行
魏安行（?—?），字彥成，饒州樂平人。
宣和六年進士，歷官湖南長沙市丞、弋陽縣令。累官京西轉運副使。龍圖閣學士程瑀生前撰有《論語講解》，魏安行為之鏤版，秦檜以為譏已，送安行到欽州編管。安行妻子得風痿病，由名醫王克明用針灸治癒。